# 马科·库奇
马科·库奇（德語：Marco Koch，1990年1月25日—）是一名德国游泳运动员。在2012年伦敦奥运会200米蛙泳比赛上，他在半决赛中取得小组第七名，未能进入决赛。
在喀山举行的2015年世界游泳锦标赛上他获得200米蛙泳比赛的金牌，成为赢得该赛事的首位德国选手。